# Corte Permanente de Arbitraje
La Corte Permanente de Arbitraje (CPA) o Tribunal Permanente de Arbitraje (denominación que también se utiliza para el mismo organismo en el Reglamento de Arbitraje de la Comisión de las Naciones Unidas sobre derecho mercantil internacional - CNUDMI), es un organismo internacional con sede en La Haya, Países Bajos, cuya finalidad consiste en la resolución de controversias internacionales mediante una jurisdicción arbitral que facilite a los Estados un recurso de arbitraje. 

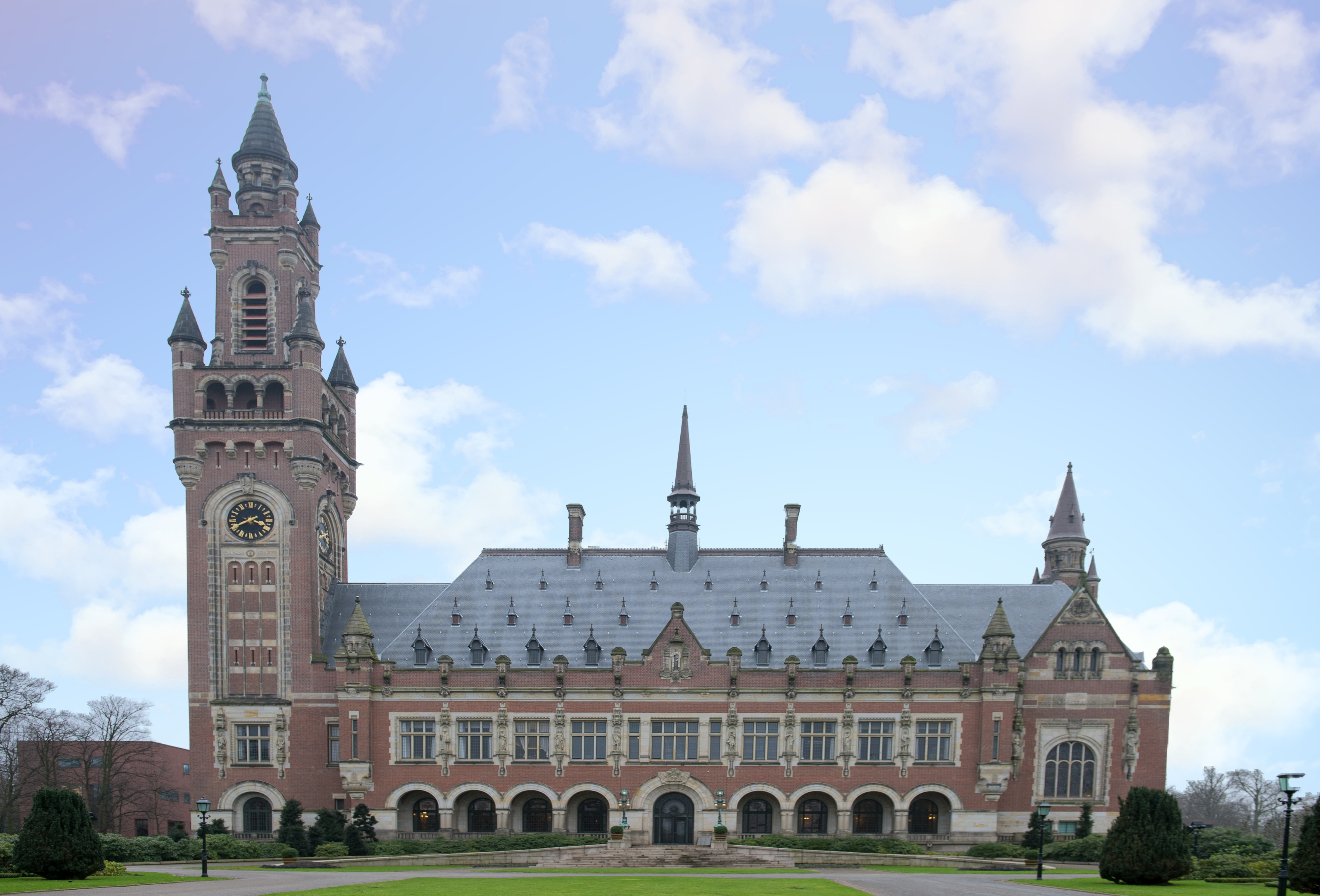
Corte permanente de arbitraje de La Haya

La CPA administra la resolución de controversias surgiendo de tratados internacionales (incluyendo tratados bilaterales y multilaterales de protección de inversiones extranjeras) y otros convenios de arbitraje. Los casos de la CPA tratan diversos asuntos incluyendo controversias sobre fronteras territoriales y marítimas, soberanía, derechos humanos, inversión extranjera, y asuntos relacionados al comercio regional e internacional. Los arbitrajes de la CPA se llevan a cabo principalmente bajo el Reglamento de Arbitraje de la CNUDMI. 
Los dos idiomas oficiales de la CPA son el francés e inglés, y se contaban 125 partes contratantes, es decir países que son partes a una u otra de la Convenciones fundadoras de la CPA.

## Historia
Nacida en 1899, la CPA fue producto de la primera Conferencia de la Paz de La Haya. Es la más antigua institución dedicada a la resolución de controversias internacionales, siendo uno de sus primeros casos en 1902, la controversia  entre los EE. UU. y el Estado Mexicano, por el llamado Fondo Piadoso de las Californias para la evangelización y colonización de California.
El auto de establecimiento de la CPA se encuentra en los artículos 20 a 29 de la Convención del 29 de julio de 1899 para la resolución pacífica de controversias internacionales. En la segunda Conferencia de la Paz de La Haya, llevada a cabo el 18 de octubre de 1907, se adoptó un segundo tratado, la Convención de 1907 para la resolución pacífica de controversias internacionales. Este nuevo tratado revisó e intentó perfeccionar la convención de 1899. 
Tras un periodo de poca actividad entre 1946 y 1980, la CPA vio incrementada su importancia y actividad en el contexto judicial, debido al rol específico que cumple la CPA  en todos los arbitrajes llevados a cabo bajo el Reglamento de Arbitraje de la CNUDMI desde 1976. A inicios de los años 1980, la CPA ayudó en el trabajo del Tribunal de Reclamos Irán-EE. UU. y desde 1990, la CPA ha visto una explosión en el número de casos llevados a cabo bajo sus auspicios (Reporte anual de la CPA 2006)

## Estructura

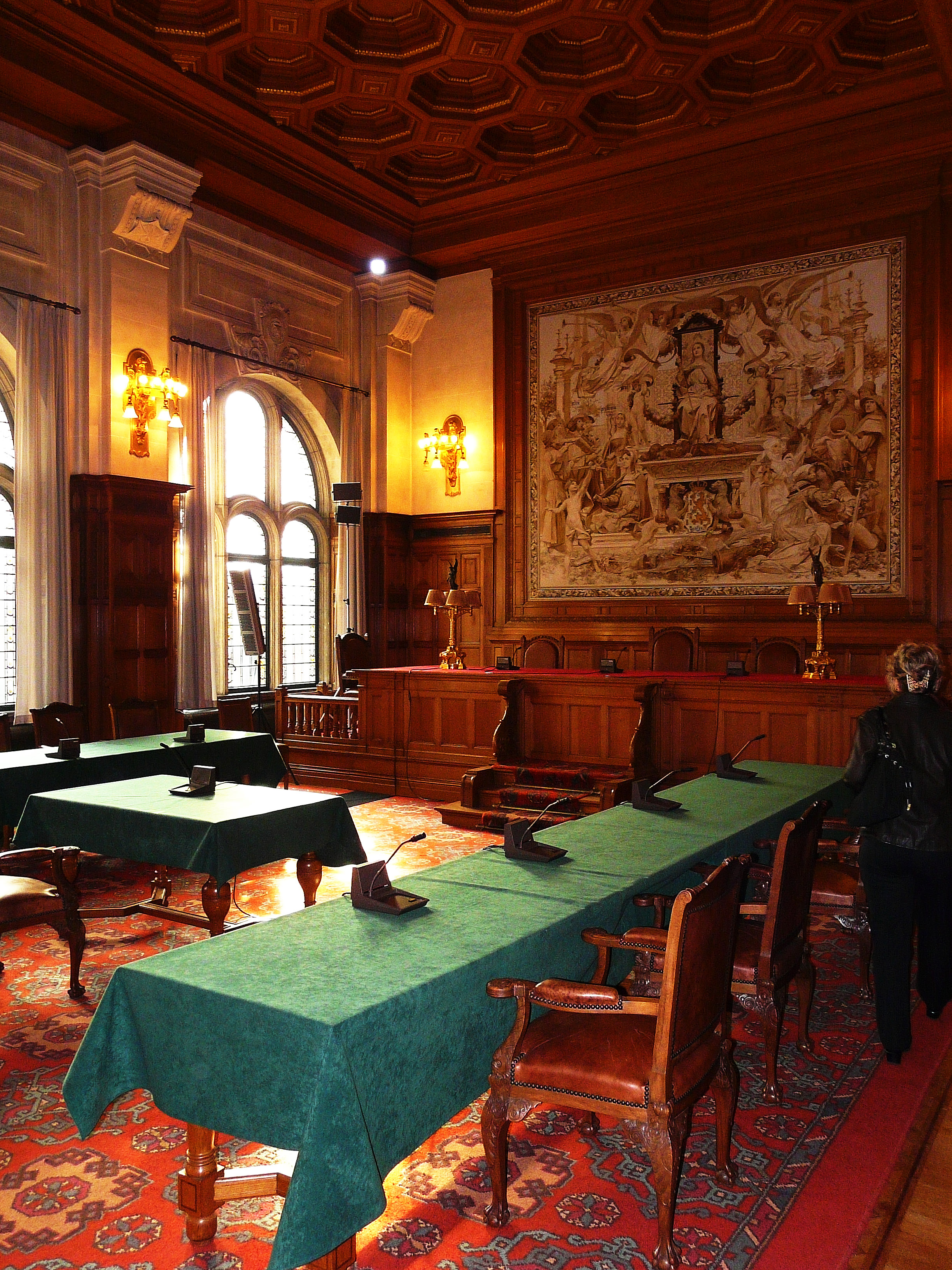
Sala de reunión de la CPA

La CPA no es un “tribunal” en el sentido formal de la palabra. Es más bien, descrita como una estructura diseñada para apoyar a las operaciones de arbitrajes, conciliaciones, o comisiones de investigación en controversias entre Estados, entidades estatales, partes privadas, y organismos internacionales. Los tribunales para cualquier procedimiento bajo los auspicios de la CPA son constituidos independientes (ad hoc) para cada caso. El organismo consiste de una Oficina Internacional que actúa como registro para los casos, un Consejo de Administración compuesto de representantes diplomáticos de los países miembros, y de una lista de árbitros potenciales de la cual pueden escoger las partes. Esta lista es opcional. Las partes son libres de escoger a árbitros cuyos nombres no se encuentran en la lista de la CPA. 

### Audiencias
Las audiencias en estos casos son mayoritariamente confidenciales y las decisiones también pueden ser confidenciales (si lo piden las partes), aunque la información oficialmente pública sobre casos recientes de la CPA se puede encontrar en el sitio web de la CPA.
Así mismo, si la sumisión de un caso a la CPA requiere el consentimiento de las partes el laudo arbitral es obligatorio, aun contra un Estado u organismo internacional. 
Los dos idiomas oficiales de la CPA son el francés e inglés, pero los casos pueden proceder en cualquier idioma acordado por las partes.

### Sede
La sede de la CPA se encuentra en el Palacio de la Paz en La Haya. Éste fue construida especialmente para la CPA de fondos donados por el filántropo americano Andrew Carnegie. La CPA se estableció en el Palacio de Paz cuando éste se completó en 1913. 
Desde el 1922 hasta 1946, el Palacio de Paz acogió también a la Corte Permanente de Justicia Internacional. En 1946, este fue reemplazado por la Corte Internacional de Justicia (CIJ), principal órgano judicial de las Naciones Unidas. 
El Portal judicial de La Haya se dedica a la difusión de información relativa a los organismos judiciales internacionales en La Haya. Un proyecto del Portal junto con la CPA ha sido de digitalizar decisiones históricas de la CPA.

## La CIJ y la CPA
En contraste a la Corte Internacional de Justicia (CIJ), la CPA no solamente resuelve controversias entre dos o más Estados, sino que también provee servicios para la resolución de controversias entre varias combinaciones de Estados, entidades estatales, organismos internacionales, y partes privadas. En este sentido, la CPA se sitúa en la intersección entre el derecho internacional público y el derecho internacional privado.
La CIJ es bastante más conocida a nivel mundial que la CPA aunque esta última sea mucho más antigua. Parte de la explicación por esta falta de reconocimiento público hacia la CPA se debe a la confidencialidad de la mayoría de sus casos y un periodo de poca actividad entre 1946 y 1990.